# Juan Carlos I (L61)
Pour les articles homonymes, voir Juan Carlos I (homonymie).

Le Juan Carlos I L61 est un Landing Helicopter Dock (LHD), soit un Porte-avions, un Porte-hélicoptères et un Navire d'assaut amphibie disposant d'un radier inondable de l'Armada espagnole, premier navire de la classe Juan Carlos I. Il a un rôle similaire à celui de beaucoup de porte-avions STOVL, avec un groupe aérien embarqué de l'aviation navale espagnole composé d'hélicoptères et d'AV-8B Harrier II qui seront relevés, à terme, par des F35B.

## Historique
Issu du projet Buque de Proyección Estratégica (navire de projection stratégique), il est le fruit de la réflexion stratégique de la marine espagnole, qui a validé en 2003 la conception de ce navire de premier rang polyvalent. Nommé en l'honneur du roi Juan Carlos Ier, il donne son nom à la classe Juan Carlos I, qui a déjà été exportée en Australie et en Turquie.
Depuis sa mise en service en 2010, ce navire est un élément clé de la marine espagnole, car il remplace non seulement les deux Landing Ship Tank (LST) de la classe Newport, les Pizarro (en) et Hernán Cortés (en), mais aussi -et surtout- le Príncipe de Asturias en tant qu'unique porte-aéronefs et navire amiral de la marine espagnole.